# Francesco Guardi
Francesco (Lazzaro) Guardi (* Venecija, 5. listopada 1712. -† Venecija, 1. siječnja 1793. bio je venecijanski rokoko slikar, uz Canaletta najpoznatiji slikar venecijanskih veduta.
No za razliku od Canaletta njegove vedute Venecije nisu bile toliko precizne u detaljima, već su bile više jedna impresija trenutka s nejasno definiranim oblicima u pozadini i nestvarnim sjenama.

## Životopis
Francesco Guardi rođen je u obitelji venecijanskog slikara Domenica (rođen 1678.) nižeg plemića porijeklom iz Trentina. Nakon rane smrti oca 1716., očevu radionicu preuzeo je najstariji sin Gian Antonio kojem su pomagala braća Niccolò i Francesco kad je stasao. Starija braća bili su prvi učitelji Francesca, veće narudžbe su najvjerojatnije izvodili zajednički, - danas se većina tih djela pripisuju Francescu.
Njegova sestra Maria Cecilia udala za cijenjenog slikara tog doba Giovannija Battistu Tiepola.
Francesco se 1735. preselio u radionicu Micheleja Marieschija slikara veduta i venecijanskih žanr prizora (capricci,), u kojoj je radio sve do njegove smrti 1743.Prvi njegov poznati rad su freske u luneti župne crkve u Vigo d'Anuania, u Trentinu iz 1738., koji je naručio njegov ujak Pietro Antonio Guardi Župnik u crkvi. U tom poslu pomagao mu je stariji brat Gian Antonio.  Prvi njegov popisani rad je oltarna slika Svetac klanja euharistiju (oko 1739.) koju je radio djelomično kopirajući oltarnu sliku Federika Benkovića Sveti Hijacint, Lovro i Bertrand iz 1739.
U tom razdoblju slika pejzaže i figuralne kompozicije. Njegove rane vedute su pod snažnim utjecajem Canaletta i Luce Carlevarijsa. U tom periodu se oženio 15. veljače 1757. s Marijom Pagani, kćerkom slikara Mattea Paganija, te iste godine umro mu je stariji brat Gian Antonio i rodio prvi sin, Vincenzo (drugi sin - Giacomo, rođen je 1764.).

### Francesco Guardi kao nezavisni slikar
Kao samostalni slikar radi 1763. u Muranu, za crkvu San Pietro Martire, oltarnu sliku Čudo dominikanskog sveca pod jakim utjecajem Alessandra Magnasca u njegovom kvazi-ekspresionističkom stilu.
Najzačajni zreli rad Francesca Guardija je serija od 12 slika zvanih  Duždeva proslava iz 1763. naslikanih u čast izbora dužda Alvise Moceniga IV U tom periodu, Francesco se oslobodio utjecaja Canaletta, što se može jasno uočiti na slici Piazzetta danas u muzeju Ca' d'Oro u Veneciji. U tom razdoblju (oko 1778.), naslikao je oltarnu palu s motivom Sv. Trojstvo se ukazuje sv. Petru i sv. Pavlu za župnu crkvu u Roncegnu.
Mletački senat je 1782. naručio od Guardija šest platna u čast posjeta ruskog prijestolonasljednika Pavla Petrovića i njegove žene Marije Feodorovne Veneciji. 
Četiri slike iz te serije netragom su nestale već iste godine, istaga je ustanovila da su prodavane za 40 cekina. Senat je ponovno naručio 4 slike od njega u spomen na posjet pape Pija VI Veneciji, koji je došao u maju.
Kao cijenjeni slikar primljen je za profesora na Venecijansku Akademiju 12. rujna 1784. na kojoj je radio sve do svoje smrti. Dvije godine kasnije - 1786. umro mu je brat Nicolò. Pred kraj života Francesco Guardi počeo je slikati čisto kromatskim bojama, takve su mu slike; Koncert za damu iz 1782., danas u Münchenu i Fasada palače sa stubištem danas u Accademia Carrarau Bergamo. Guardiju se s potpunom sigurošću prispisuje i slika Požar nafte u San Marcuola koji se doista dogodio 1789.
Francesco Guardi umro je 1. siječnja 1793. u svom domu u Cannaregiu, nakon mjesec dana neprekidnog mirovanje u krevetu zbog upale pluća. Njegov sin Giacomo Guardi nastavio je voditi radionicu, oponašajući stil svog oca, sve do 1829., kad je prodao sve svoje i očeve slike i crteže Teodoru Correru, osnivača poznatog venecijanskog muzeja

## Guardijevo slikarstvo
Guardijev način slikanja poznat je slikarstvo dodira (pittura di Tocco) - to je tehnika blagih i nježnih maštovitih poteza slikarskim kistom. U nešto blažoj formi tu slikarsku tehniku upotrebljavali su već Giovanni Piazzetta i Sebastiano Ricci. Po tom se njegovo slikarstvo bitno razlikuje od puno linearnijeg i arhitektonski puno preciznijeg Canalettovog slikarstva. Gurdijev stil će jedno stoljeće kasnije, postati ponovno visoko cijenjen od francuskih impresionista.
Canaletto, je slikao vedute glamuroznih objekata jedne imperijalne moćne republike, nasuprot njemu Guardijevi objekti se često gube i utapaju u tamnoj vodi lagune.Metaforički Guardi je slikao Veneciju na njenom kraju, - dekadentnu i raspadajuću.
Francesco Guardi je bio jedan od posljednjih velikih venecijanskih slikara, koji je postigao priznanje tek u 20. stoljećU. On nije nastojao da naslika svaki predmet točno i precizno, umjesto tog on je želio naglasiti opće raspoloženje i atmosferu scene.  No to baš nisu cijenili tadašnji posjetioci, koji su radije kupovali gotovo fotografski točne vedute Canaletta i Bellotta. Tako da je njegovo puno vrednovanje došlo tek mnogo kasnije kad se počela vrednovati i čisto slikarska kvaliteta.

## Vanjske poveznice
- Francesco Guardi u Artcyclopedia (engl.)
- Guardi, Francesco sa portala Web Gallery of Art (engl.)